# Ділянка степу на Тарханкутському півострові
Ділянка степу на Тарханкутському півострові — ботанічний заказник місцевого значення, розташований неподалік від села Красносільське Чорноморського району, АР Крим. Створений відповідно до Постанови ВР АРК № 353 від 20 травня 1980 року.

## Загальні відомості
Землекористувачем є колгосп «Шлях Леніна», площа — 100 гектарів. Розташований на схід від села Красносільське Чорноморського району.
Заказник створений із метою збереження збереження мальовничих та оригінальних ландшафтів із багатим рослинним і тваринним світом.